# 彼得里夫斯凱 (第聶伯羅區)
48°14′8″N 34°42′34″E / 48.23556°N 34.70944°E
彼得里夫斯凱（烏克蘭語：Петрівське），是烏克蘭中部的村莊，隸屬第聶伯羅彼得羅夫斯克州第聶伯羅區的索洛內市鎮。該村處於莫克拉蘇拉河左岸，距離日達諾韋2.5公里，海拔高度69米，2001年人口110。